# Fabricio Corbalán
Fabricio Corbalán (La Plata, 29 settembre 2003) è un calciatore argentino, difensore del Gimnasia (LP).

## Caratteristiche tecniche
È un terzino destro.

## Carriera
Corbalán è cresciuto nel settore giovanile del Gimnasia (LP), con cui ha firmato il primo contratto professionistico il 13 dicembre 2023. Ha debuttato in prima squadra il 28 luglio 2024 nell'incontro di Primera División perso 4-1 contro l'Estudiantes (LP).

## Statistiche

### Presenze e reti nei club
Statistiche aggiornate al 1º novembre 2024.
| Stagione        | Squadra         | Campionato      | Campionato | Campionato | Coppe nazionali | Coppe nazionali | Coppe nazionali | Coppe continentali | Coppe continentali | Coppe continentali | Altre coppe | Altre coppe | Altre coppe | Totale | Totale | Totale |
| Stagione        | Squadra         | Comp            | Pres       | Reti       | Comp            | Pres            | Reti            | Comp               | Pres               | Reti               | Comp        | Pres        | Reti        | Pres   | Reti   |        |
| --------------- | --------------- | --------------- | ---------- | ---------- | --------------- | --------------- | --------------- | ------------------ | ------------------ | ------------------ | ----------- | ----------- | ----------- | ------ | ------ | ------ |
| 2024            | Gimnasia (LP)   | PD              | 4          | 0          | CA+CdL          | 0               | 0               |                    | -                  | -                  |             | -           | -           | 4      | 0      |        |
| Totale carriera | Totale carriera | Totale carriera | 4          | 0          |                 | 0               | 0               |                    | -                  | -                  |             | -           | -           | 4      | 0      |        |